# Bomolocha pilosalis
Bomolocha pilosalis är en fjärilsart som beskrevs av Achille Guenée 1854. Bomolocha pilosalis ingår i släktet Bomolocha och familjen nattflyn. Inga underarter finns listade i Catalogue of Life.